# Euploca rodaliae
Euploca rodaliae är en strävbladig växtart som beskrevs av J.I.M.Melo och Semir. Euploca rodaliae ingår i släktet Euploca och familjen strävbladiga växter. Inga underarter finns listade i Catalogue of Life.